# Fayez al-Tarawneh
Fayez al-Tarawneh (in arabo فايز الطراونة, Fāyiz aṭ-Ṭarāwinah; Amman, 1º maggio 1949 – Amman, 15 dicembre 2021) è stato un politico giordano.
Dall'agosto 1998 al marzo 1999 e nuovamente dal maggio 2012 all'ottobre dello stesso anno è stato il Primo ministro del Regno Hascemita di Giordania.